# Alice Mouton
 (avril 2022).
Alice Mouton est une biologiste belge. Elle est chargée de recherches Fonds de la recherche scientifique à la Faculté des Sciences, Laboratoire de génétique de la conservation, de l’Université de Liège. Elle est diplômée de l’Université de Liège (biologie option zoologie), elle est titulaire d’un doctorat en sciences (ULiège) sur l’histoire évolutive du muscardin.
Ses recherches portent sur l’utilisation de la génomique pour étudier des questions évolutives et de conservation chez les gliridae (muscardin, lérot, lérotins), les mustelidae (le vison d’Europe) et les canidae (chiens). Elle est membre du European Reference Genome Atlas consortium (ERGA). Elle est auteure de nombreuses publications.

## Prix et distinctions
En décembre 2021, Alice Mouton a reçu le prix Julien et Nora Fautrez-Firlefijn, remis tous les trois ans par l'Académie royale des sciences, des lettres et des beaux-arts de Belgique à un ou une biologiste de l'Union européenne, notamment pour un article publié dans la revue Nature portant sur l'évolution des canidés. Les résultats de cet article consacré aux loups géants d'Amérique du Nord sont par ailleurs repris dans la presse généraliste surfant sur le succès de la série télévisée Game of Thrones qui met en scène de telles créatures,.